# Cissus palmata
Cissus palmata là một loài thực vật hai lá mầm trong họ Nho. Loài này được Poir. miêu tả khoa học đầu tiên năm 1810.